# Оравка
Оравка (слч. Orávka) насељено је мјесто са административним статусом сеоске општине (слч. obec) у округу Римавска Собота, у Банскобистричком крају, Словачка Република.

## Становништво
| Година:    | 1994. | 2004.   | 2014.   | 2024.   |
| ---------- | ----- | ------- | ------- | ------- |
| Број људи: | 188   | 174     | 165     | 152     |
| Разлика:   |       | -7,44 % | -5,17 % | -7,87 % |

| Година:    | 2023. | 2024.   |
| ---------- | ----- | ------- |
| Број људи: | 157   | 152     |
| Разлика:   |       | -3,18 % |

Према подацима о броју становника из 2011. године насеље је имало 155 становника.